# Kitagawa (Kōchi)
Kitagawa (北川村, Kitagawa-mura) é uma aldeia localizada no distrito de Aki, Kōchi, Japão.

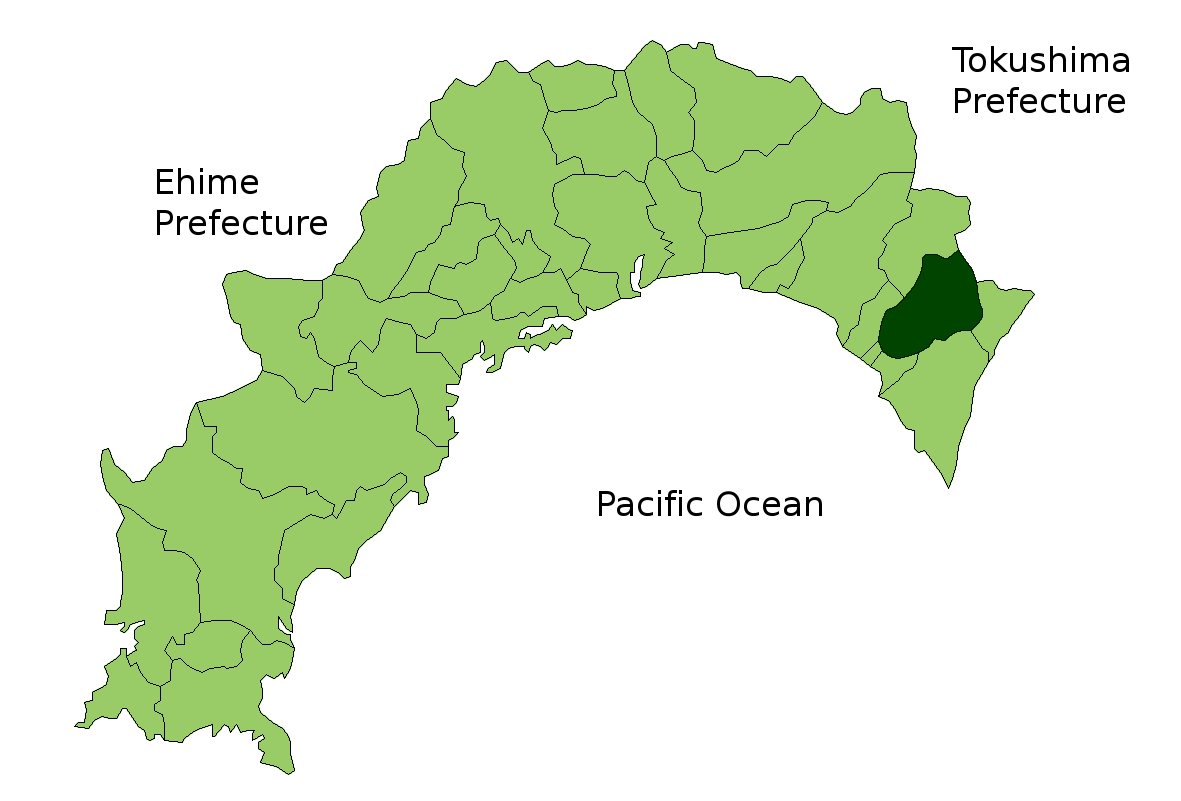
Localização de Kitagawa em Kōchi

Em 2003, a popoulação estimada da aldeia era de 1.536 habitantes e a densidade populacional era de 7,83 pessoas por km². A área total é de 196.18 km².